# Meilenstein (Bernburg Nord)

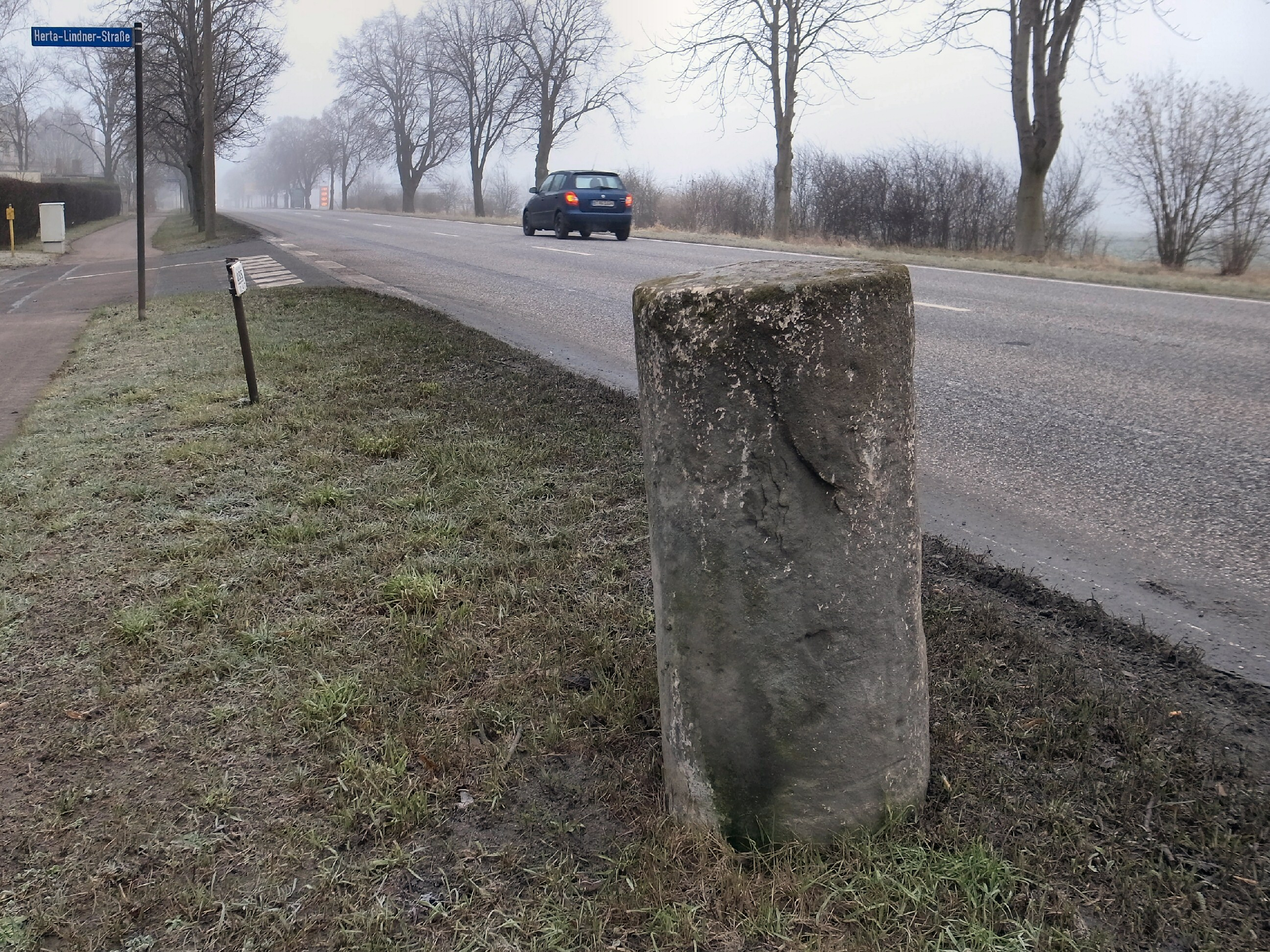
Anhaltischer Meilenstein in Bernburg

Der Meilenstein im Norden von Bernburg ist ein Kleindenkmal in der Stadt Bernburg (Saale) im Salzlandkreis in Sachsen-Anhalt.
Nicht völlig sicher zuzuordnen ist ein Rundsockelstein im Norden von Bernburg. Er steht an der Magdeburger Chaussee am Ortsausgang in Richtung Landeshauptstadt an der Ecke zur Herta-Lindner-Straße an der östlichen Straßenseite. Der 91 Zentimeter hohe Meilenstein gehört aber offensichtlich nicht zu der in den Jahren 1792 bis 1795 entstandenen Chaussee, denn damals waren Rundsockelsteine noch unüblich. Somit muss es sich bei dem Stein, der keine erkennbaren Inschriften trägt, um den anhaltischen Ganzmeilenstein handeln, der die Distanz zur damaligen Landeshauptstadt mit VI Meilen von Dessau angab, denn weiter westlich befindet sich der Stein VII Meilen von Dessau.
Diese anhaltischen Meilensteine entstanden frühestens in den 1850er Jahren. Sie bildeten ein auf Dessau ausgerichtetes Netz durch das ganze Land. Ähnlich wie die preußischen Meilensteine stehen auch die anhaltischen unter Denkmalschutz. Im Denkmalverzeichnis ist der einstige Distanzanzeiger aber nicht zu finden. Der Stein gehört offenbar zur Chaussee von Dessau über Köthen (Anhalt) und Bernburg bis in den Harz, der wichtigsten Ost-West-Verbindung Anhalts. Allerdings steht er einige hundert Meter nördlich dieser Straße, der heutigen Bundesstraße 6. Vermutlich wurde er also umgesetzt.
Es ist eine Besonderheit, dass Bernburg heute sowohl einen Ganzmeilenstein der ersten und einst wichtigsten preußischen Chaussee in Sachsen-Anhalt, den Meilenstein im Süden der Stadt, als auch einen Ganzmeilenstein der einst wichtigsten anhaltischen Chaussee besitzt.